# Severino Ramos
Severino Ramos de Santana (Goiana, 16 de dezembro de 1948), é um empresário e político brasileiro. Atualmente é prefeito da cidade de Paulista, filiado ao Partido da Social Democracia Brasileira.

## Biografia
Ramos foi vereador do Recife em 1996 pelo Partido Progressista Brasileiro (PPB), hoje Progressistas e em 2004 pelo Partido da Mobilização Nacional (PMN), hoje Mobilização Nacional. Já ocupou uma cadeira na câmara estadual, ele foi eleito em 2010, pelo PMN, com 20.182 votos.
Em 27 de outubro de 2024, os eleitores da cidade de Paulista elegeram Ramos como prefeito com 73,36% dos votos válidos, totalizando 120.228 votos, atingindo a maior votação da história do município.